# Aaron Woodley
Aaron Woodley (nascut el 1971) és un director de cinema i guionista canadenc.

## Primers anys
Woodley va néixer a Toronto, Ontario, fill de la dissenyadora de vestuari Denise Cronenberg i nebot del cineasta David Cronenberg. Va estudiar animació a la Art Gallery of Ontario i més tard es va graduar a la Universitat de York.

## Carrera
El primer curtmetratge de Woodley de 1998 The Wager va guanyar el premi al curtmetratge al Festival de Cinema d'Austin. El 2003, va dirigir Rhinoceros Eyes protagonitzada per Michael Pitt. Un any més tard, va dirigir la pel·lícula produïda per Lee Daniels Tennessee protagonitzada per la cantant i actriu Mariah Carey.
El 2015, Variety va anunciar que Woodley dirigiria la pel·lícula d'animació Spark amb les veus de Jessica Biel i Susan Sarandon.
El 2019, Woodley va ser nomenat director de marques de xarxa de Knowledge Network.

## Filmografia
| Any  | Títol                      | Notes                                                                       |
| ---- | -------------------------- | --------------------------------------------------------------------------- |
| 1998 | The Wager                  | També escriptor i productor                                                 |
| 2003 | Rhinoceros Eyes            | Escriptor; també va actuar en el paper de la directora de "Betty Bumcakes". |
| 2008 | Tennessee                  |                                                                             |
| 2008 | Toronto Stories            | Segment: "Shoelaces"                                                        |
| 2010 | Glenn Martin, DDS          | Sèrie de televisió (5 episodis)                                             |
| 2011 | The Entitled               |                                                                             |
| 2012 | Curious and Unusual Deaths | Sèrie de televisió (13 episodis)                                            |
| 2016 | Spark                      | També escriptor, editor i veu de Floyd                                      |
| 2019 | Arctic Dogs                | També escriptor i veu de Puffins                                            |